# Hugh Gaitskell
Hugh Todd Naylor Gaitskell (9 de abril de 1906 - 18 de enero de 1963) fue un político laborista británico, quien se desempeñó en varios cargos ministeriales en distintos gobiernos, y fue el líder del Partido Laborista y de la oposición desde 1955 hasta su muerte en 1963.

## Primeros años
Nació en Londres, Inglaterra, y estudió en la escuela The Dragon, en el Colegio Winchester y New College, Oxford, donde obtuvo un título de primera clase en Filosofía, Política y Economía en 1927. Su interés serio en la política se produjo como consecuencia de la huelga general de 1926, y dio conferencias en la economía de los Trabajadores para la Educación de Asociación para los mineros de Nottinghamshire. En la década de 1930 era un académico de la Universidad de Londres, donde dirigió el Departamento de Economía Política. También trabajó como profesor en el Colegio Birkbeck.
Gaitskell testificó de primera mano en Viena la represión política de la orientación marxista del Movimiento Social Democrático de los Trabajadores por el gobierno conservador de Engelbert Dollfuss. El evento causó una impresión duradera, haciendo profundamente hostil al conservadurismo, pero sino también hacerle rechazar como inútil la perspectiva marxista de muchos socialdemócratas europeos. Esto lo puso en el campo revisionista socialista.

## Primeros años en la política
Durante la guerra, Gaitskell trabajó como funcionario del Ministerio de Economía de Guerra que le dio experiencia de gobierno. Fue elegido miembro del Parlamento por el Partido Laborista para Leeds Sur en la aplastante victoria laborista de 1945.
Ascendió rápidamente en las filas ministeriales, llegando a ser ministro de combustible y energía en 1947. Posteriormente fue nombrado brevemente como ministro de Economía en febrero de 1950. Su rápido ascenso se debió principalmente a la influencia de Hugh Dalton, que lo adoptó como protegido.

## Ministerio de Hacienda, 1950-51
En octubre de 1950, Stafford Cripps se vio obligado a dimitir como ministro de Hacienda, debido a problemas de salud, y Gaitskell fue nombrado para sucederlo. Su tiempo como canciller estuvo marcado por la lucha para financiar parte de Gran Bretaña en la Guerra de Corea que puso una enorme presión sobre las finanzas públicas. El costo de la guerra significó que el ahorro se tenía que buscar de otros presupuestos. El presupuesto de Gaitskell de 1951 presentó cargos por las recetas en el Servicio Nacional de Salud.
El presupuesto causó una división en el gobierno y le hizo caer con Aneurin Bevan, quien dimitió por este asunto. Bevan se unió posteriormente con Harold Wilson y John Freeman, que también renunció. Más tarde ese año, el Partido Laborista perdió el poder frente a los conservadores en las elecciones de 1951.

## Líder de la oposición, 1955-1963
Más tarde derrotó a Bevan en la pugna por el liderazgo del partido. Después de la salida de Clement Attlee como líder en diciembre de 1955, Gaitskell venció a Bevan y a Herbert Morrison en el proceso de primarias para la dirección del partido.
La elección de Gaitskell como líder coincidió con uno de los períodos más débiles del Partido Laborista, que puede atribuirse en parte a la prosperidad que Gran Bretaña estaba experimentando con los conservadores durante la posguerra. Su tiempo como líder también se caracterizó por luchas internas entre el "Bevanite" del partido laborista de Aneurin Bevan, y el "Gaitskellite".
Durante la Crisis de Suez de 1956, en uno de los momentos culminantes de su carrera como líder, Gaitskell apasionadamente condenó la intervención iniciada por el primer ministro, Anthony Eden. 
El Grupo Laborista había sido el gran favorito para ganar las elecciones generales de 1959, pero no lo hicieron. Gaitskell fue socavado por dudas del público sobre la credibilidad de las propuestas para elevar las pensiones y por una campaña conservadora muy eficaz dirigida por Harold Macmillan, bajo el lema "La vida es mejor con los conservadores, no deje que el laborismo lo arruine". 
Tras la derrota en las elecciones, las amargas discusiones fratricidas continuaron. Gaitskell culpó a la izquierda de la derrota e intentó, sin éxito, modificar la cláusula IV del Partido Laborista - que comprometía al partido en la tarea de nacionalización masiva de la industria. También, con éxito, se resistieron los intentos de comprometer al laborismo con una posición unilateral de desarme respecto a las armas nucleares - perdiendo la votación en 1960 y luego animando a sus partidarios a "luchar, luchar y luchar de nuevo para mantener la parte que nos gusta". La decisión fue revocada al año siguiente, pero seguía siendo un tema de división, y muchos en la izquierda seguían pidiendo un cambio de liderazgo. Se postuló sin éxito para asumir el liderazgo en 1960 y nuevamente en 1961. 
Las batallas dentro del partido condujeron a la Campaña por el Socialismo Democrático, que pretendía defender la posición de Gaitskell en la década de 1960. Muchos de los miembros más jóvenes de CSD fueron miembros fundadores de la SDP, en 1981. Gaitskell alejó a algunos de sus partidarios por su aparente oposición a la adhesión británica de la Comunidad Económica Europea. En un discurso ante la conferencia del partido en octubre de 1962, Gaitskell afirmó que la participación de Gran Bretaña en una Europa federal significaría "el final de Gran Bretaña como un estado europeo independiente. No me disculpo por repetirlo. Esto significa el fin de mil años de historia".

## Muerte en 1963
Murió en enero de 1963 a la edad de 56 años, tras un lupus eritematoso, una enfermedad autoinmune. Su muerte dio a Harold Wilson la oportunidad de dirigir el partido.
El carácter abrupto e inesperado de su muerte dio lugar a algunas especulaciones de que podía tratarse de un asesinato. La teoría de la conspiración más popular incluía un complot de la KGB para que Wilson (alegando que era un agente de la KGB) se convirtiese en primer ministro. Esta teoría fue rescatada por el polémico Peter Wright en el libro de 1987 "Spycatcher", pero la única prueba aportada fue el testimonio del desertor soviético Anatoliy Golitsyn  una figura controvertida que también alegó, por ejemplo, que las relaciones sino-soviética fueron una farsa destinada a engañar a Occidente.
Gaitskell está enterrado en el cementerio de San Juan en la Iglesia Hampstead, al norte de Londres.

## Legado
Porque nunca se convirtió en primer ministro, y debido a la gran capacidad que muchos consideraban que había para el puesto, Hugh Gaitskell se recuerda en gran medida con Respecto de las personas tanto Dentro como fuera del Partido Laborista. Gaitskell es considerado por algunos como "el mejor primer ministro que nunca tuvimos".
Todavía es considerado con cariño, incluso entre el ala izquierda del Trabajo, entre ellos Tony Benn, que en particular, su postura contrasta sobre la Crisis de Suez a la de el ex primer ministro británico, Tony Blair, sobre la guerra en Irak. Blair, Margaret Thatcher, en comparación con Gaitskell de una Manera diferente, y advirtió que su partido cuando Blair llegó al poder que él era el laborita más formidable desde Hugh Gaitskell.
Su nombre aparece en la cultura popular de vez en cuando. 

## Matrimonio y vida personal
Estuvo casado con Ana Dora Gaitskell desde 1937, que se convirtió en una vida de trabajo de pares, un año después de su muerte, pero es ampliamente conocido que había tenido una serie de amoríos, incluso durante su tiempo en la vida pública con la socialité Fleming Ann, la esposa del creador de James Bond, Ian Fleming.
En privado, se dijo que Hugh Gaitskell era divertido y amante de la diversión, con un amor de baile de salón. Esto contrasta con su imagen pública.